# Chiauci
Chiauci község  (comune) Olaszország Molise régiójában, Isernia megyében.

## Fekvése
A megye keleti részén fekszik. Határai: Civitanova del Sannio, Pescolanciano, Pietrabbondante és Sessano del Molise. A település egy, a Trigno folyó völgyére néző domb tetején épült fel.

## Története
Első írásos említése 1269-ből származik, de a területén ókori, szamnisz település romjai is előkerültek. A 19. században nyerte el önállóságát, amikor a Nápolyi Királyságban felszámolták a feudalizmust.

## Népessége
A népesség számának alakulása:

## Főbb látnivalói
- San Giovanni Evangelista-templom